# Acido tungstico
L'acido tungstico è un ossiacido del tungsteno(VI). Formalmente deriva dal triossido di tungsteno WO3 per idratazione. È usato principalmente come mordente nei coloranti per tessuti.